# John Kelly
John Francis Kelly (nasceu a 11 de maio de 1950) é um membro do conselho da Caliburn Internacional e um fuzileiro naval dos Estados Unidos aposentado, que serviu como Chefe de Gabinete da Casa Branca para o presidente Donald Trump de 31 de julho de 2017, a 2 de Janeiro de 2019. Ele já havia atuado como Secretário de Segurança Interna na administração Trump .
Kelly alistou-se no Corpo de Fuzileiros Navais durante a Guerra do Vietnã e foi comissionado como oficial perto do final da faculdade. Ele subiu na hierarquia, servindo em seu último posto militar de 2012 a 2016 como o general quatro estrelas que liderou o Comando Sul dos Estados Unidos, sendo este o comando responsável pelas operações militares americanas na América Central, América do Sul e Caribe.
Kelly foi escolhido como o primeira secretário da Segurança Interna na administração Trump. Ganhou a reputação de ser um aplicador agressivo da lei de imigração. Depois de seis meses, ele foi selecionado para substituir Reince Priebus como Chefe de Gabinete da Casa Branca numa tentativa de trazer mais estabilidade para a Casa Branca. Ele foi o primeiro oficial militar de carreira a servir na posição desde Alexander Haig durante as administrações de Nixon e Ford.

## Infância e Educação
John nasceu a 11 de maio de 1950, em Boston, Massachusetts, filho de Josephine e John F. Kelly. A sua família era católica, e o seu pai de ascendência irlandesa, a sua mãe era de ascendência italiana. O seu pai era um funcionário dos correios em Brighton. Ele cresceu no bairro de Brighton, em Boston. Antes de atingir a idade de 16 anos, ele pediu boleia até ao estado de Washington e pegou os comboios de volta, incluindo um comboio de carga de Seattle a Chicago. Ele então serviu por um ano na Marinha Mercante dos Estados Unidos, onde disse que "a minha primeira vez no exterior foi levando 10.000 toneladas de cerveja para o Vietnã".
Em 1970, John alistou-se no Corpo de Fuzileiros Navais dos Estados Unidos. Ele serviu em uma companhia de infantaria com a 2ª Divisão da Marinha em Camp Lejeune, na Carolina do Norte, e foi dispensado para a reserva inativa como sargento em 1972 para que pudesse cursar a faculdade. Ele voltou ao serviço ativo com os fuzileiros navais em 1975, concluiu a Escola de Candidatos a Oficiais e foi comissionado como segundo-tenente a 27 de dezembro de 1975. Em 1976, ele formou-se na Universidade de Massachusetts Bostone, em 1984, recebeu o grau de Mestre em Artes, e Assuntos de Segurança Nacional pela Georgetown School of Foreign Service. Em 1995, Kelly formou-se na National Defense University em Washington, DC com um mestrado em estudos estratégicos.

## Secretário da Segurança Interna

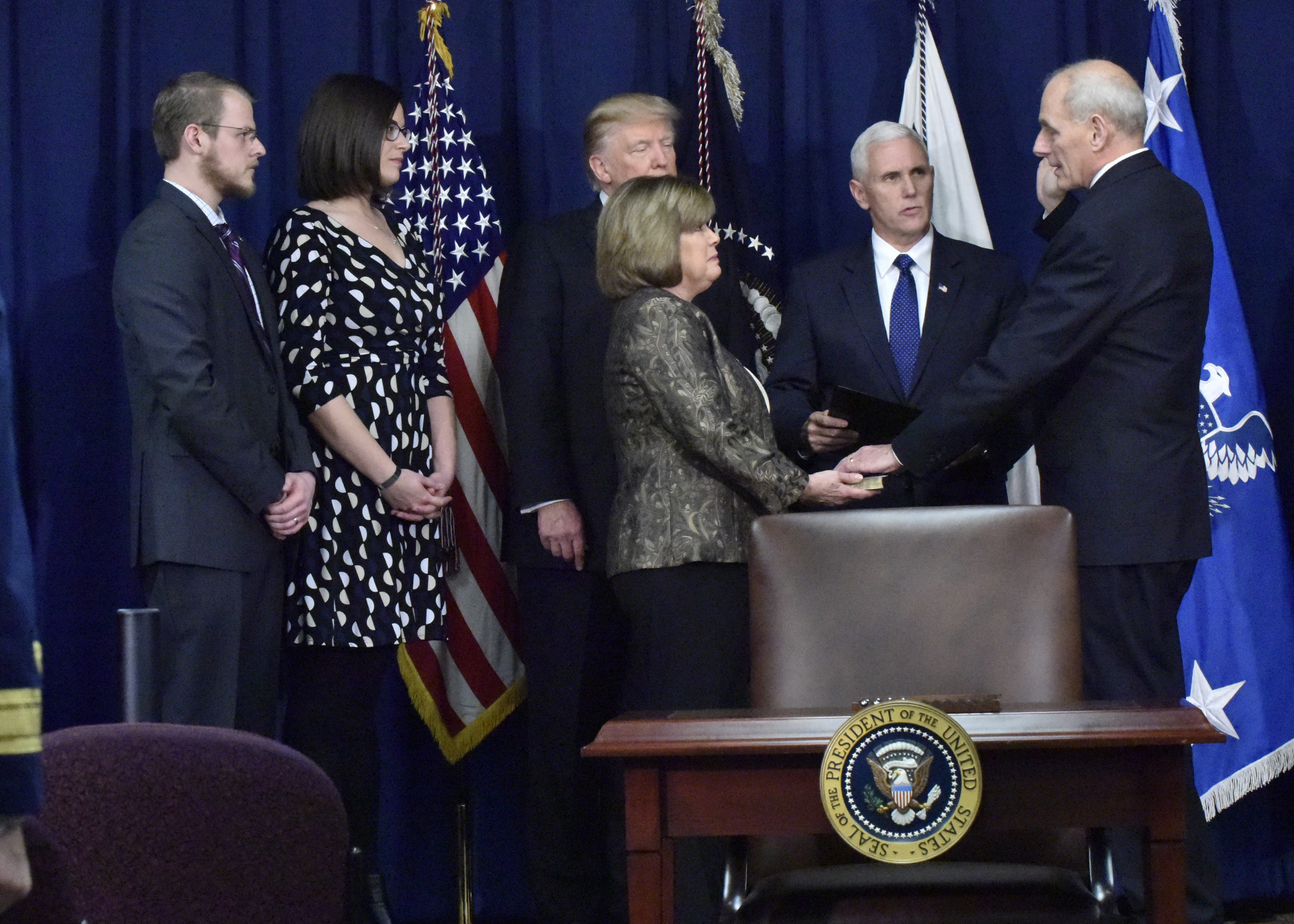
Kelly na tomada de posse como Secretário da Segurança Interna, com o Presidente Donald Trump e o Vice-presidente Pence

A 7 de dezembro de 2016, o então presidente eleito Donald Trump indicou Kelly para chefiar o Departamento de Segurança Interna (DHS), um cargo do gabinete executivo. Pessoas familiarizadas com a transição disseram que a equipe de Trump foi atraída a Kelly pela sua experiência na fronteira sudoeste. A 20 de janeiro de 2017, Kelly foi confirmado como Secretário de Segurança Interna pelo Senado dos Estados Unidos com uma votação de 88-11. Naquela mesma noite, ele foi empossado pelo vice-presidente Mike Pence.
Num discurso em abril de 2017 na Universidade George Washington, Kelly disse: "Se os legisladores não gostarem das leis que aprovaram nos somos encarregados de fazer cumprir, eles devem ter a coragem e habilidade para mudar as leis. Caso contrário, eles deveriam calar a boca e apoiar os homens e mulheres na linha de frente. "
Kelly indicou nos seus primeiros dias no governo o seu interesse em ter o muro da fronteira EUA-México concluída em dois anos. A 21 de abril de 2017, Kelly disse que o muro da fronteira EUA-México começaria a construção "até o final do verão". Dois dias depois, Kelly disse que acreditava que "um muro de fronteira é essencial", pois havia "ameaças tremendas", como drogas e indivíduos vindo para os EUA.
Em maio de 2017, Kelly disse sobre o terrorismo: "Está em toda parte. É constante. Não pára. A boa notícia para nós na América é que temos pessoas incríveis nos protegendo todos os dias. Mas pode acontecer aqui quase a qualquer hora." Ele disse que a ameaça do terrorismo era tão grave que algumas pessoas "nunca sairiam de casa" se soubessem a verdade. Em julho, John Kelly supostamente impediu o xerife do condado de Milwaukee, David Clarke, de assumir uma posição no DHS, embora isso nunca tenha sido confirmado.

## Chefe de Gabinete da Casa Branca

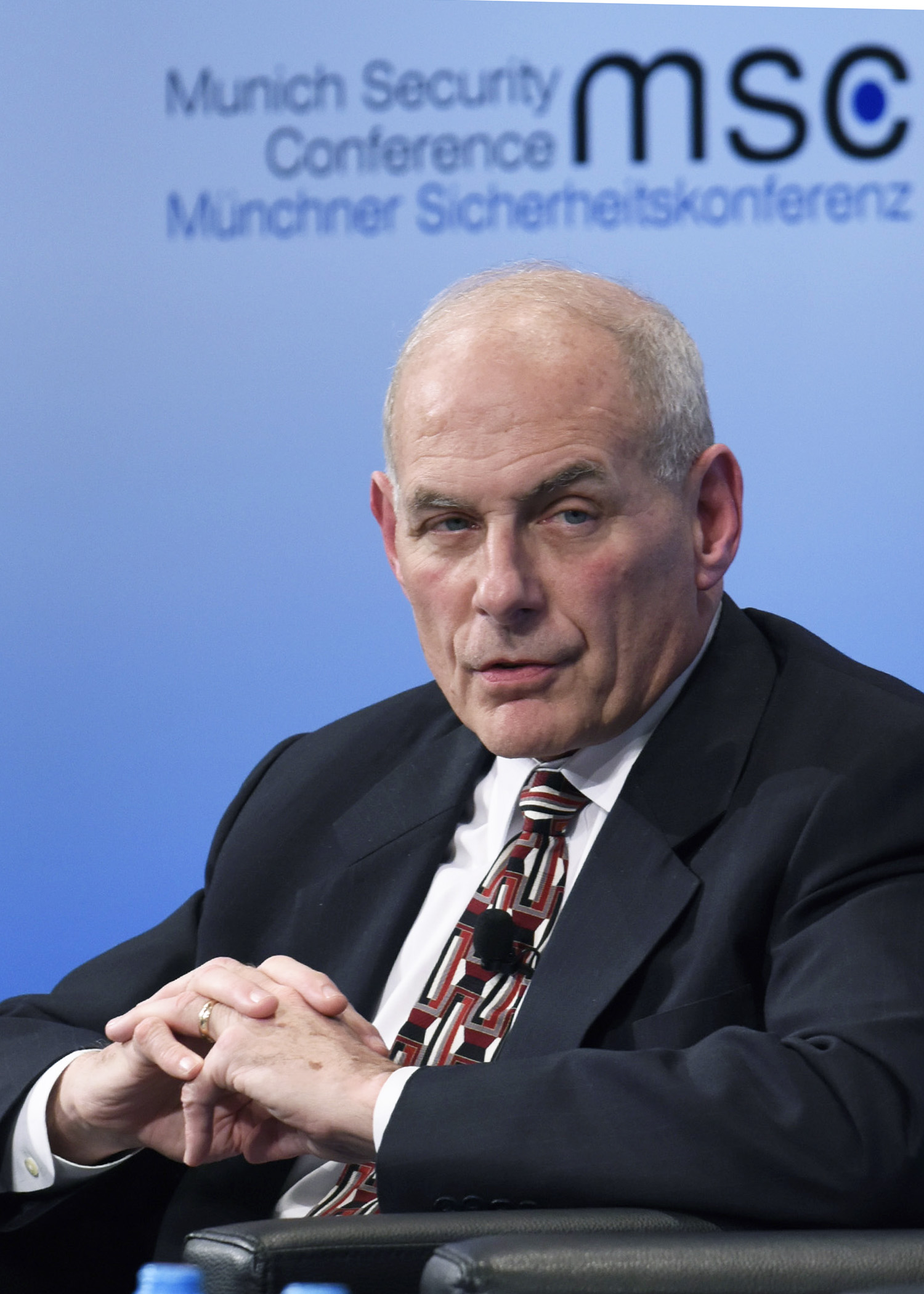
Kelly durante o MSC, em 2017

Trump nomeou Kelly para o cargo de Chefe de Gabinete da Casa Branca a 28 de julho de 2017, substituindo assim Reince Priebus. A expulsão de Priebus e a nomeação de Kelly seguiram uma luta interna pelo poder na Casa Branca. Kelly assumiu o cargo a 31 de julho de 2017. Naquele mesmo dia, com a aprovação de Trump, Kelly removeu Anthony Scaramucci do seu papel como diretor de comunicações, com apenas dez dias de Scaramucci ter sido nomeado para esse papel. Alegadamente, Kelly solicitou permissão para remover Scaramucci depois que "Scaramucci se ter gabado de reportar diretamente ao presidente, e não ao chefe de gabinete".  A 18 de agosto de 2017, Kelly removeu Steve Bannonde do seu papel como estrategista-chefe da Casa Branca, em nome do presidente Trump.
No início de sua gestão, os meios de comunicação como o The New York Times, The Washington Post e FiveThirtyEight especularam que Kelly traria moderação e disciplina à Casa Branca.
Quando Donald Trump chegou à Singapura em junho de 2018 para a cúpula Coréia do Norte-Estados Unidos , o New York Times relatou que Kelly havia dito a um grupo de senadores visitantes que a Casa Branca era "um péssimo lugar para se trabalhar". O comentário relatado renovou as especulações de à meses de que Kelly se demitiria do seu cargo de Chefe de Gabinete da Casa Branca.
De acordo com vários meios de comunicação no início de 2018, a influência de Kelly na Casa Branca havia diminuído e Trump tomou várias decisões importantes sem a sua presença. A 7 de dezembro de 2018, a CNN e outros relataram que Kelly e Trump não estavam mais a falarem-se e que Kelly deveria renunciar nos próximos dias. A 8 de dezembro, Trump anunciou que Kelly estaria saindo no final do ano. A 14 de dezembro de 2018, a Casa Branca anunciou, que Mick Mulvaney substituiria John Kelly como Chefe de Gabinete da Casa Branca.

## Vida pessoal

### Acusações contra Donald Trump
Em 22 de outubro de 2024, em uma entrevista ao jornal The New York Times, John Kelly, afirmou que o candidato republicano à Casa Branca nas eleições presidenciais, Donald Trump, disse querer "generais como os de Hitler" e que o líder nazista "fez algumas coisas boas". No mesmo dia, a campanha eleitoral de Trump negou que as declarações sejam verdadeiras.